# Gmeinder

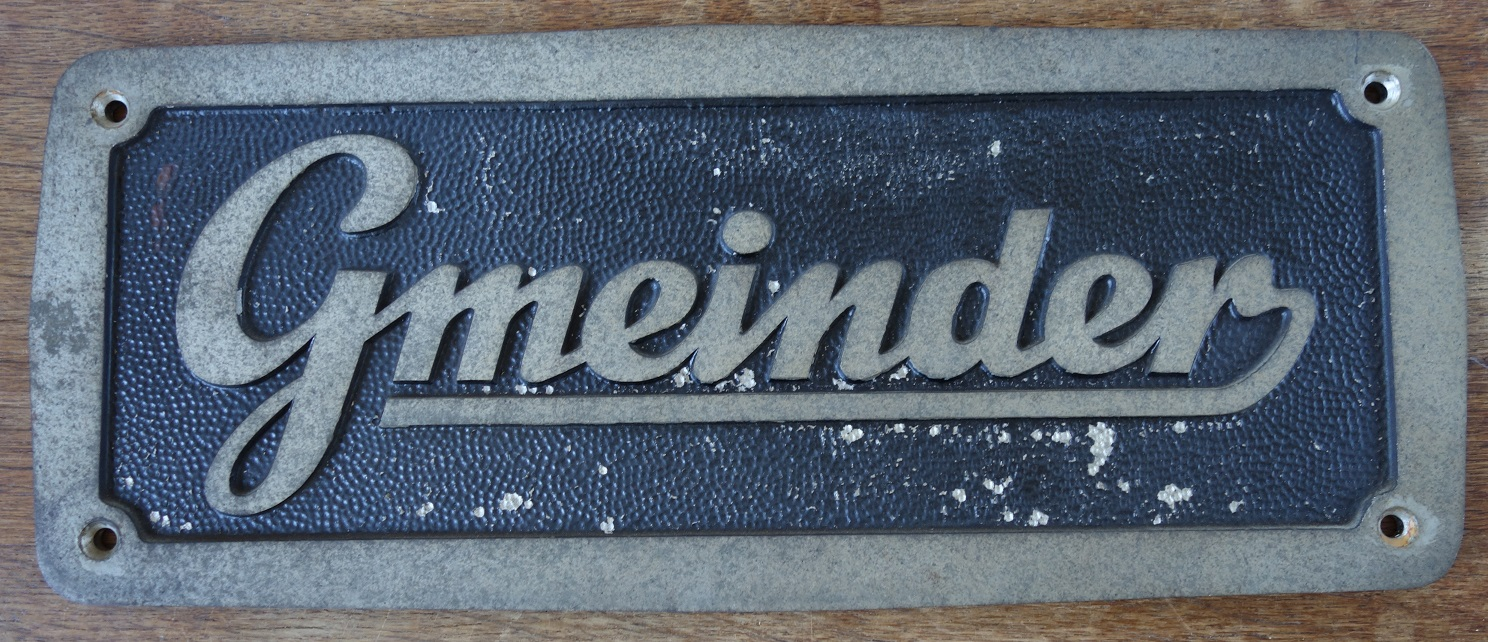
Gmeinder-Firmenlogo auf einem Lokomotivschild

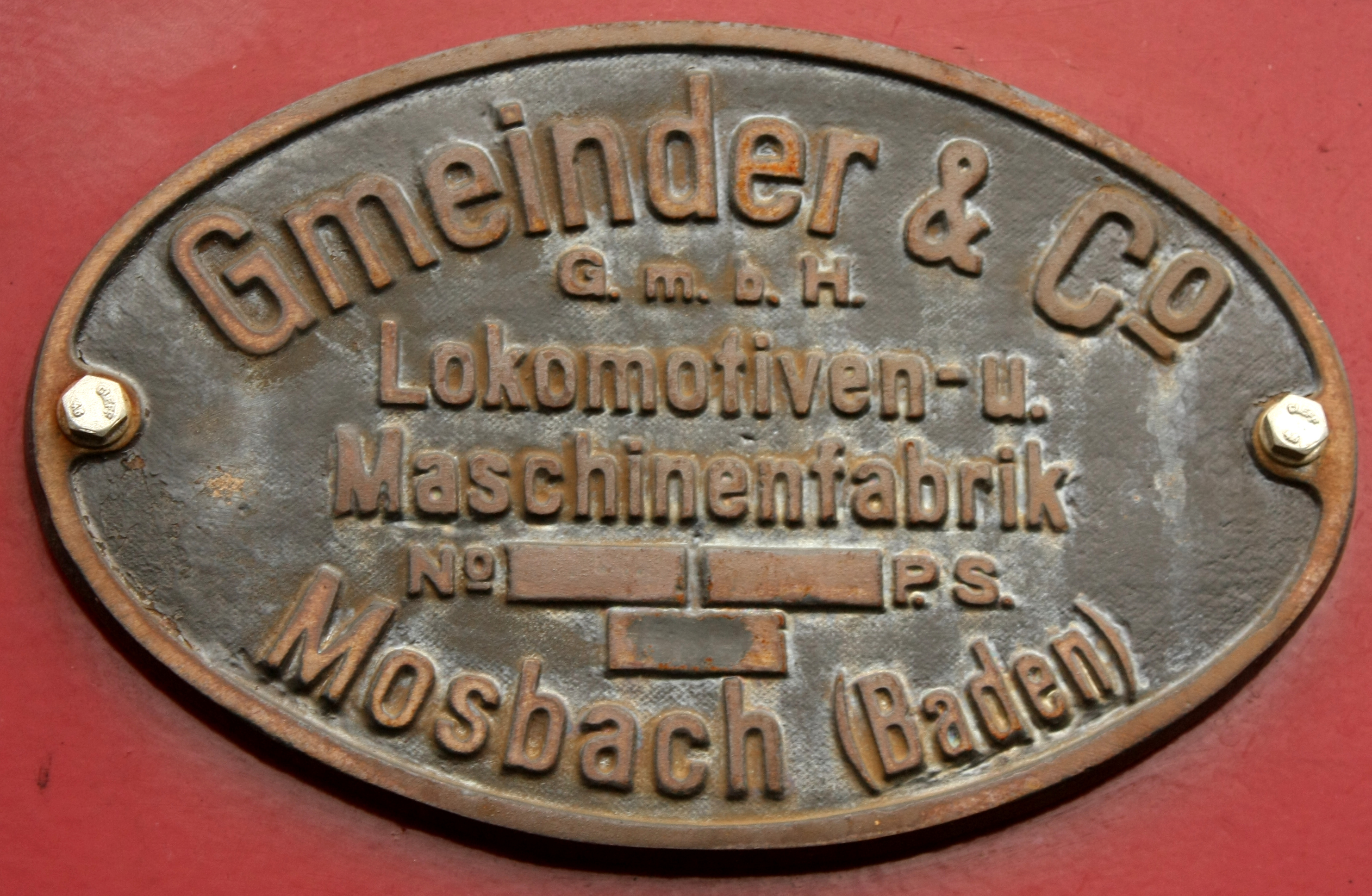
Firmenschild an einer Lok

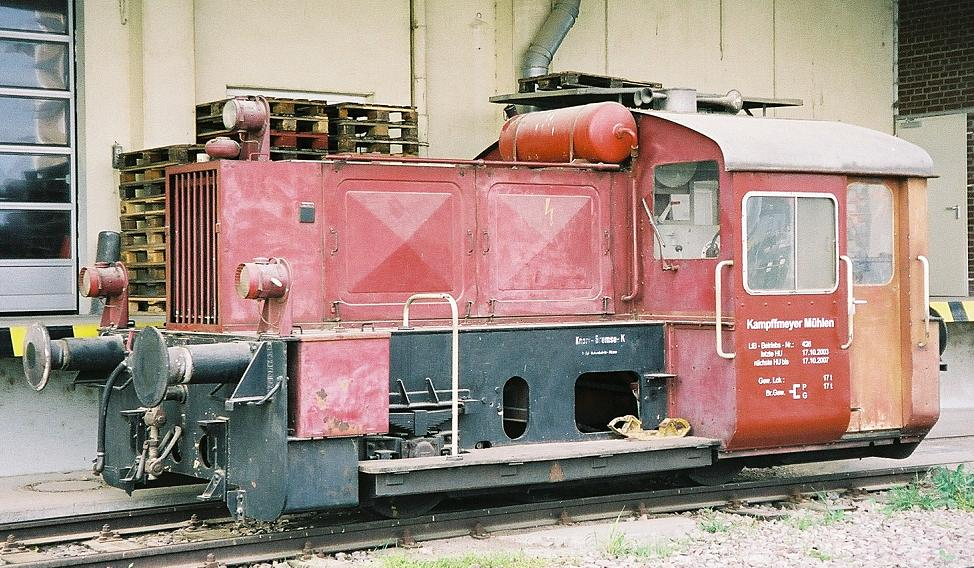
Kleinlokomotive Köf II (Baujahr 1958)

Die Gmeinder & Co GmbH aus Mosbach war ein Hersteller von Lokomotiven, Getrieben und Maschinen. Aus diesem Unternehmen ging die heutige Unternehmensgruppe „Gmeinder Getriebe Gruppe“ (Eigenschreibung in Majuskeln) sowie die aus dem 2003 an Investoren verkauften Lokomotivenbereich entstandene „Gmeinder Lokomotivenfabrik GmbH“ hervor. Letztere wurde nach der Insolvenz im Jahr 2012 von der Zagro Bahn- und Baumaschinen GmbH übernommen und firmiert seitdem als Gmeinder Lokomotiven GmbH.

## Geschichte

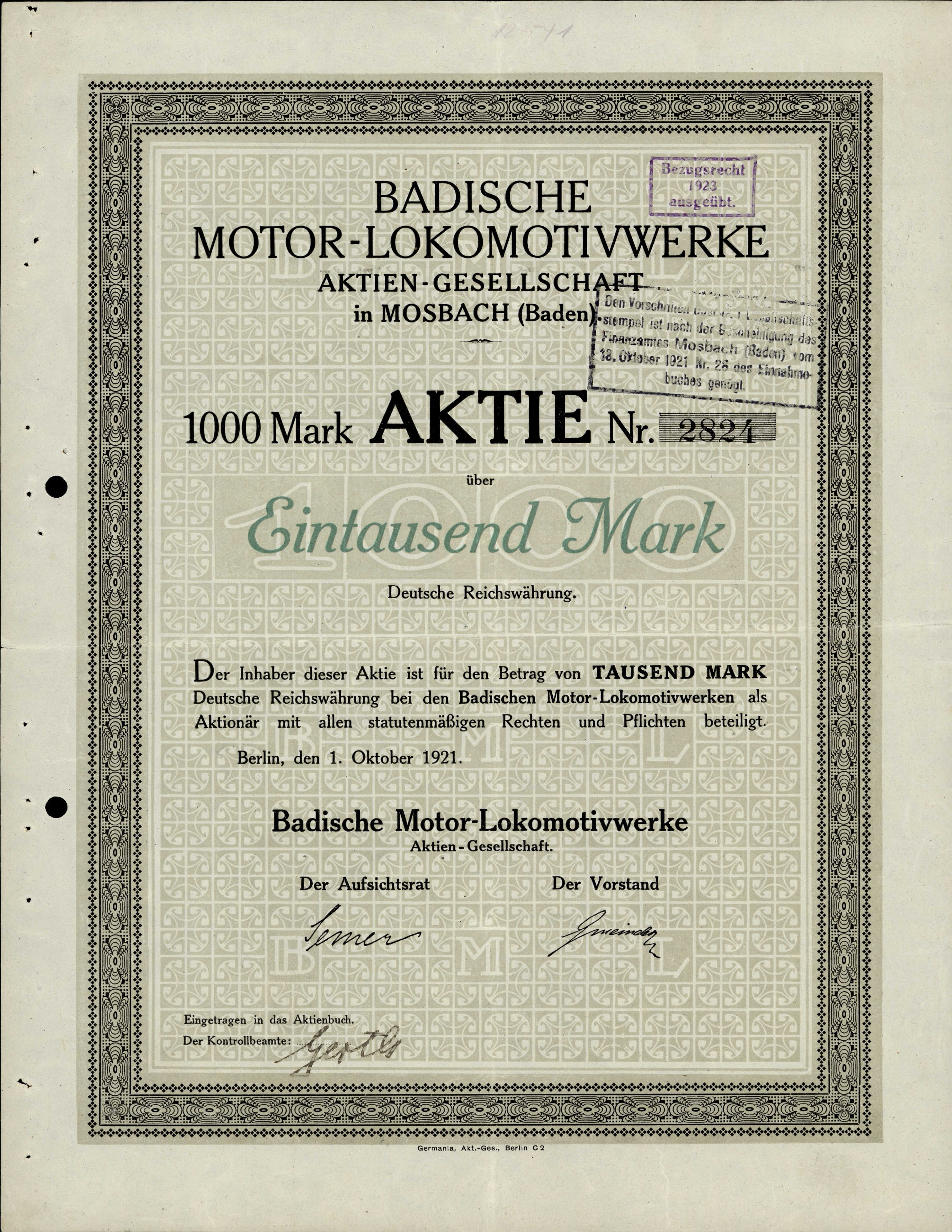
Aktie über 1000 Mark der Badischen Motor-Lokomotivwerke AG vom 1. Oktober 1921

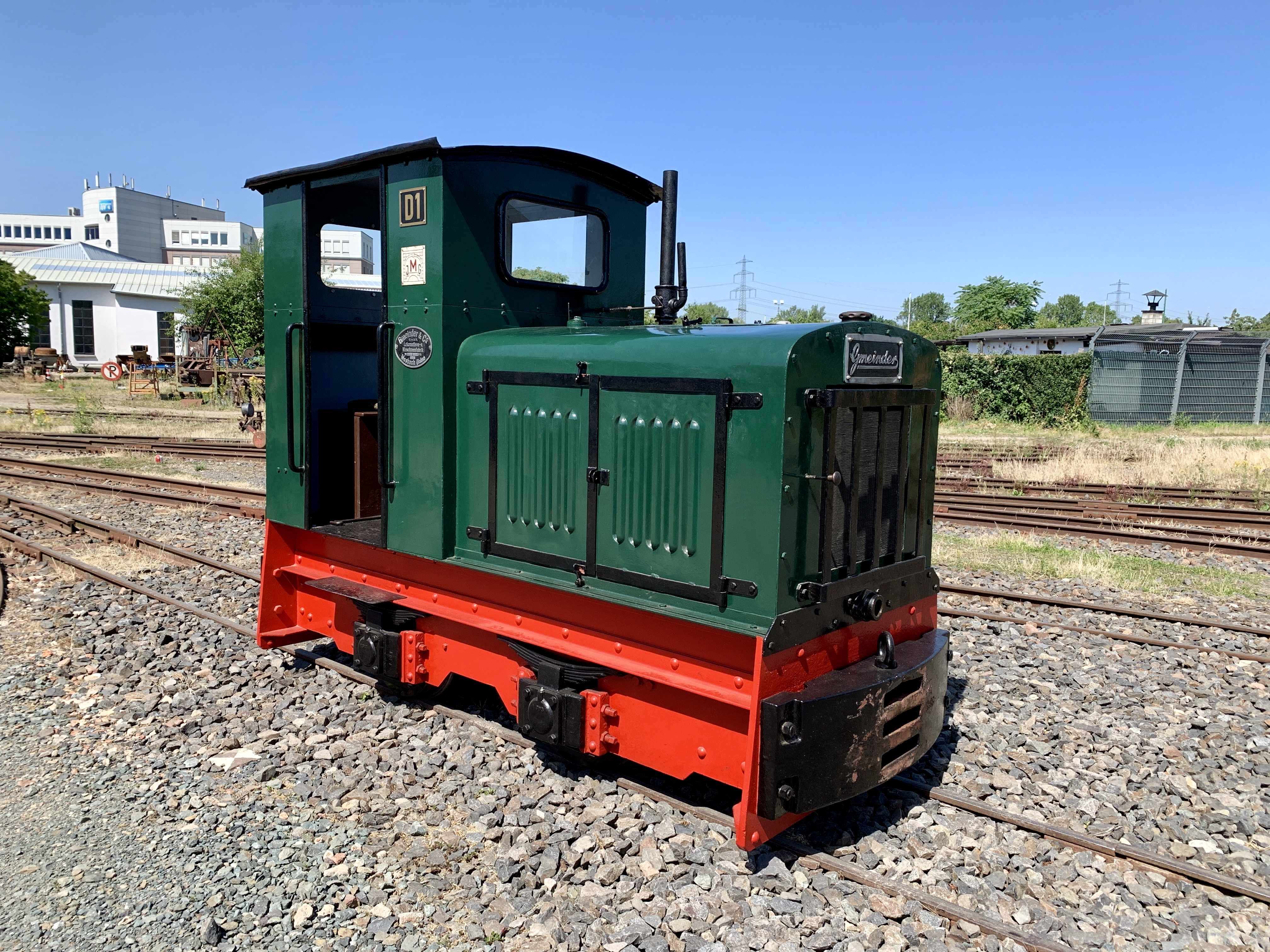
Schmalspurdiesellok von 1938 im Frankfurter Feldbahnmuseum.

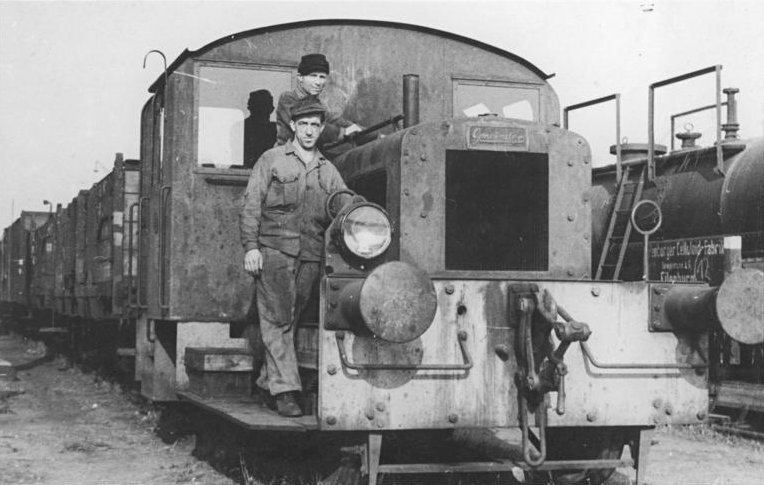
Werkslok des Eilenburger Zelluloidwerks, 1949

Das Unternehmen wurde 1913 als Steinmetz & Gmeinder KG gegründet und nach dem Ausscheiden von August Steinmetz 1919 in Anton Gmeinder & Cie. umbenannt. Bereits 1919 wurden die ersten Lokomotiven mit Benzolmotor ausgeliefert und weiter an der Herstellung von Maschinen- und Werkstatteinrichtungen gearbeitet. Unter dem Namen Badische Motor-Lokomotivwerke trat Gmeinder zusammen mit der Maschinenbau-Gesellschaft Karlsruhe und der Motorenwerke Mannheim in die neugegründete MBG Motor-Lokomotiv-Verkaufs-Gesellschaft Baden GmbH, Karlsruhe ein. Nach der Insolvenz der Badischen Motor-Lokomotivwerke 1925 gründete Anton Gmeinder zusammen mit Carl und Hermann Kaelble die Gmeinder & Co. GmbH mit Sitz in Mosbach. Durch die Unterstützung von Kaelble konnte die Fertigung von Feldbahn- und Normalspurlokomotiven sowie von Grubenlokomotiven weiter ausgebaut werden. 1932 wurde das Unternehmen Gmeinder zum Hauptlieferanten der Standard-Rangierlokomotiven der Deutschen Reichsbahn (DR) In dieser Zeit begann auch die Produktion von Zahnrädern und Zahnradgetrieben. Nach dem Tod von Anton Gmeinder im Jahr 1942 wurde die Carl Kaelble GmbH Hauptgesellschafter der Gmeinder & Co GmbH. Während das Lok-Geschäft als ein Umlageproblem gesehen werden kann, entwickelten sich der Getriebebau zu Gewinnproduktion mit Stückzahlen von mehr als 2500 Stück je Type.
Die Gmeinder & Co GmbH produzierte auch nach dem Zweiten Weltkrieg weiter Rangierlokomotiven und Zahnradgetriebe. Diese wurden nun an den Nachfolger der DR, die Deutsche Bundesbahn geliefert, so auch die Baureihe V 60. Die Köf III wurde weitgehend von Gmeinder entwickelt. Im Jahre 1964 baute Gmeinder mit finanzieller Unterstützung des Landes Baden-Württemberg eine kleine Serie von schmalspurigen dieselhydraulischen Lokomotiven der Baureihen V 51 (Spurweite 750 mm) und V 52 (Spurweite 1000 mm) für die Bundesbahn, um auf den entsprechenden Strecken im Land die völlig überalterten Dampfloks zu ersetzen. Auch einige Dieseltriebwagen, wie die WEG T 23 und 24, wurden bei Gmeinder und Auwärter gebaut.
Im Jahre 1976 kam es zum Zusammenschluss von Gmeinder mit Kaelble aus Backnang, das Unternehmen wurde fortan als „Kaelble-Gmeinder GmbH“ geführt. Anfang 1996 musste das neue Unternehmen auf Grund des Libyen-Embargos Konkurs anmelden, und der Gmeinder-Teil wurde verkauft. Es entstand die „Gmeinder Lokomotiven- und Maschinenfabrik GmbH“ mit Sitz in Mosbach, die wieder Lokomotiven und Getriebe für Schienenfahrzeuge herstellte.
Ende 2003 verkaufte die Gmeinder Lokomotiven- und Maschinenfabrik GmbH die Sparte Lokomotivenbau, um sich auf die Kernkompetenz des Getriebebaus zu konzentrieren. Aufgrund des Verkaufes wurde das Unternehmen 2004 zur „Gmeinder Getriebe- und Maschinenfabrik GmbH“ (Eigenschreibung in Majuskeln). 2008 gründete die Gmeinder Getriebe- und Maschinenfabrik GmbH die „GGT Gmeinder Getriebetechnik AG“ (Eigenschreibung in Majuskeln) mit Firmensitz in Berlin, welcher 2015 nach Mosbach verlegt wurde, sowie 2010 die „Gmeinder Getriebeservice GmbH“ (Eigenschreibung in Majuskeln) mit Firmensitz in Mosbach. Die 2008 gegründete „Gmeinder Management GmbH“ (Eigenschreibung in Majuskeln) hält insbesondere Anteile an den übrigen Gmeinder Getriebe Gesellschaften und fungiert als Holding.
Die an einen Investor verkaufte Lokomotivenproduktion wurde 2004 zur „Gmeinder Lokomotivenfabrik GmbH“ und erhielt das Recht, den Namen „Gmeinder“ weiterhin als Namensbestandteil zu führen.
Am 23. Februar 2012 meldete die „Gmeinder Lokomotivenfabrik GmbH“ Insolvenz an. Mitverursachend dafür war, dass für die neue Gmeinder-Baureihe D 180 ein vom Eisenbahnbundesamt seit 2011 hinsichtlich Torsionsschwingungen geforderter erweiterter Nachweis für Radsatzwellen nicht erbracht werden konnte und damit der Verkauf der Lokomotive nicht möglich war. Die „aktiven Vermögensgegenstände“ wurden am 6. Juni des gleichen Jahres an den geschäftsführenden Gesellschafter der auf den Bau von Zweiwegefahrzeugen und Rangiergeräten spezialisierten Firma Zagro Bahn- und Baumaschinen GmbH aus dem Bad Rappenauer Stadtteil Grombach veräußert. Der Geschäftsbetrieb wird als „Gmeinder Lokomotiven GmbH“ weitergeführt. Für die Abwicklung der übrigen Teile der insolventen Lokomotivenfabrik war ein Zeitrahmen bis 2014 vorgesehen. Nach Sanierung konnte der Lokomotivenbau, aber auch die Modernisierung und Untersuchung von Lokomotiven ab 2014 in Eigenregie weitergeführt werden.

## Eingesetzte Gmeinder-Getriebe
- Getriebetyp: GGT 210S/1440 – Kranfahrzeuge Multitasker von Kirow Leipzig
- Getriebetyp: GGT 190H/266 – DSB MF (IC3)
- Getriebetyp: GGT 200S/368 – NSB Type 70

## Bekannte Schienenfahrzeuge

### Historische Baureihen

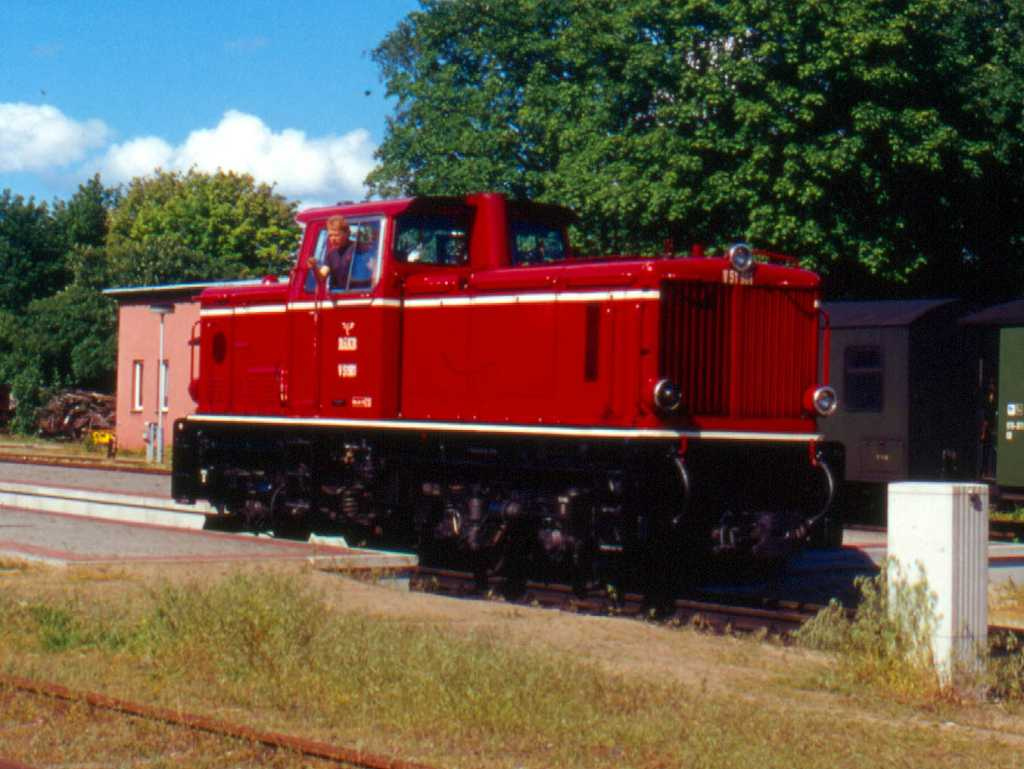
Dieselhydraulische Lokomotivbaureihe V 51 für 750-mm-Spurweite (Baujahr 1964)

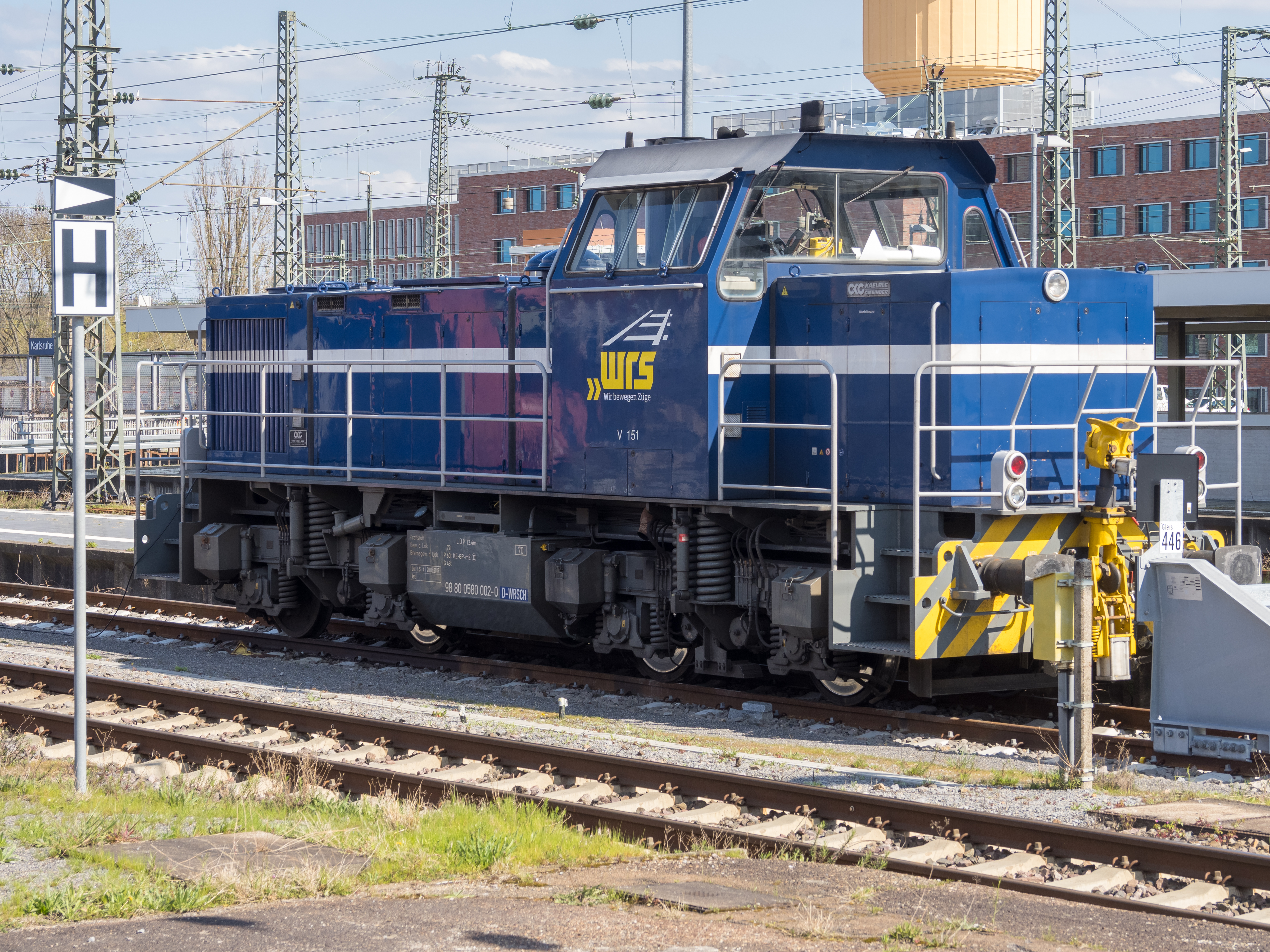
Gmeinder D 100 BB

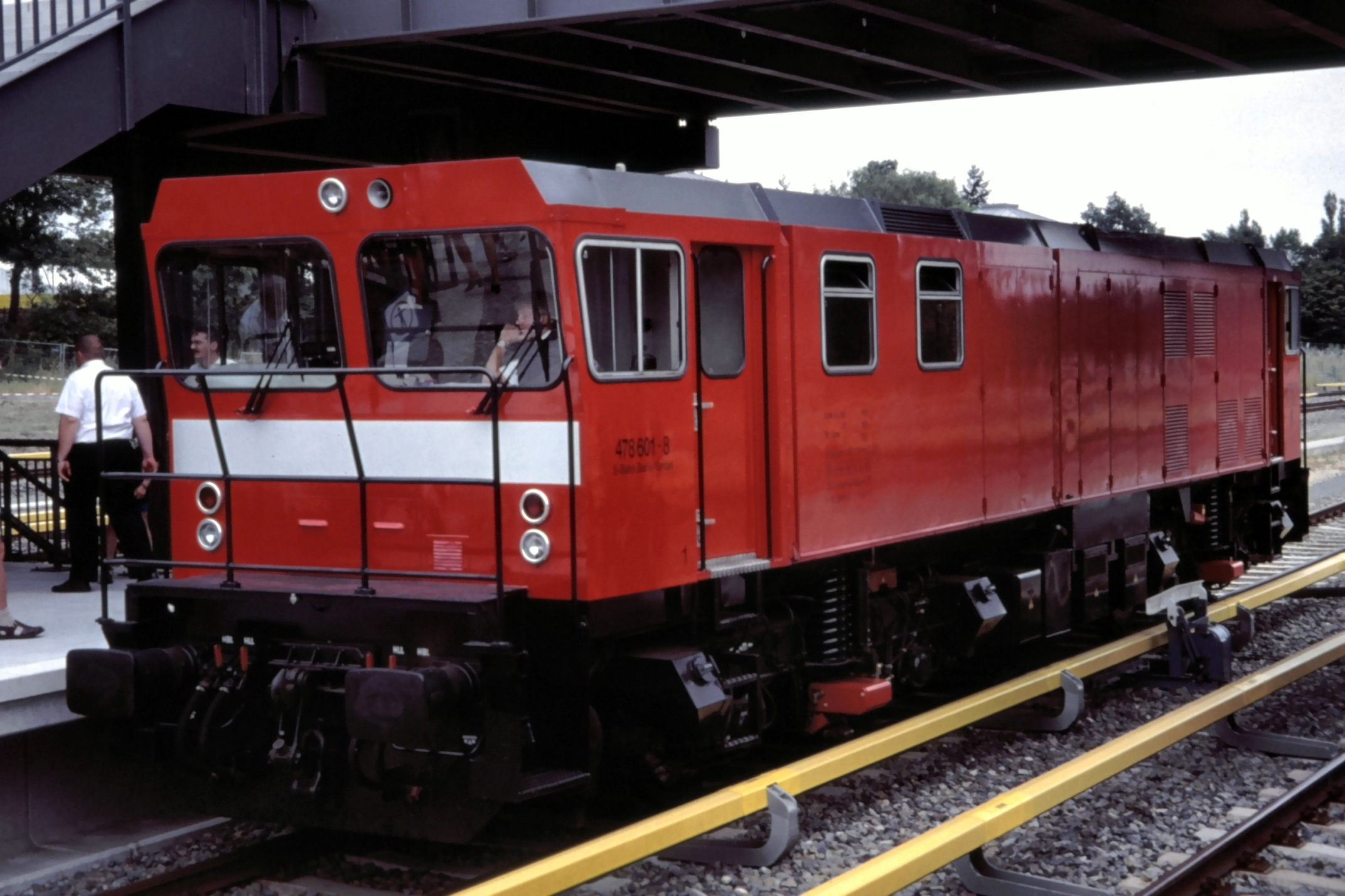
Mehrsystemlokomotive E/DE der Berliner S-Bahn (Baujahr 1989)

Lokomotiven
- Kleinlokomotive Kö I
- Kleinlokomotive Köf II
- Heeresfeldbahnlokomotive HF 130 C
- Wehrmachtslokomotive WR 200 B 14
- Bundeswehrlokomotive 400/440 PS
- Gmeinder V 12-16
- DB-Baureihe Köf III
- DB-Baureihe 329
- DB-Baureihe V 60
- DB-Baureihe V 51
- DB-Baureihe V 52
- Gmeinder DHS 20 B
- Gmeinder D 100 BB
- Gmeinder D 110 BB
- Gmeinder D 180 BB

Triebwagen
- WEG T 23 und 24

### Aktuelle Baureihen
Lokomotiven
- Gmeinder D 25 B
- Gmeinder D 60 C
- Gmeinder D 75 BB
- Gmeinder DE 75 BB
- Gmeinder D 75 BB-SE

Sonderlokomotiven
- Gmeinder DE 500 (Dieselelektrische Rangierlokomotive DE 500 mit Drehstrom-Antriebstechnik)
- Gmeinder AL1 (Zweikraft-Arbeitslokomotive – elektrischer- bzw. diesel- oder batterie-elektrischer Antrieb)
- Gmeinder E/DE (Dieselelektrische bzw. elektrische Arbeitslokomotive)

Umgebaute und instandgesetzte Lokomotiven
- Gmeinder DH 280.01 (Umbau aus der Baureihe V 169/219 der DB)